# Václav Schüler
Václav Schüler známý též jako Peter Schüler (12. srpna 1639 pokřtěn – 31. srpna 1699) byl císařský privilegovaný architekt a městský kameník.
Podílel se na výstavbě Neptunovy a Herkulovy kašny v Olomouci. Sochař Michael Mandík, rodák z Gdaňska, je autorem Neptunova i Herkulova sousoší, Václav Schüler k nim zhotovil nádrže kašny a schodiště. V Olomouci vlastnil dům, kde měl kamenickou dílnu. Dům je od roku 1958 na seznamu kulturních památek.